# Mártonvölgyi László
Mártonvölgyi László (Martinček; Turócszentmárton, 1910. november 5. – Nyitra, 1984. november 11.) irodalomkritikus, helytörténész, szerkesztő.

## Élete
Apja Martincsek Károly (1880-1954).
Elemi és középiskoláit Nyitrán, Pápán és Ipolyságon végezte. 1933-ban a Comenius Egyetemen jogot végzett, majd ügyvédként tevékenykedett Nyitrán. Már 1928-tól jelentek meg írásai a Nyitravármegyében. 1937-ben a Magyar Napban is publikált. Legtöbb cikkét mint ügyvéd bírósági tárgyalásokon írta. 
A Szlovák állam alatt illegális tevékenységet folytatott, kapcsolatot tartott az ellenállással és a partizánokkal. Nála helyezte biztonságba Fábry Zoltán a később Palackposta címen megjelent kéziratát, illetve irodájában rejtették el az illegális sajtóanyagokat is.
Dallos István mellett, egyik alapítója volt a nyitrai Híd – Szlovenszkói Magyar Irodalmi Társulatnak és szerkesztője a négykötetes Magyar Album (Híd antológiakötet) című sorozatnak. Folyamatosan gyűjtötte a Nyitra környéki mondákat, melyekből több átdolgozást készített. Megírta és irodalmi ritkaságként akarta kiadni a szlovákiai magyar irodalom anekdotáit, de ezen munkája kéziratban maradt.

## Elismerései
- 1965 A felszabadulás 20. évfordulója emlékérem
- 1965 Elismerő oklevél a szocialista építés terén kifejtett munkásságáért (SzKP)[2]

## Művei
- Pálos klastrom a halovány hold alatt
- 1937 Zarándokúton a Kárpátok alatt. Nyitra. (tanulmányok) Archiválva 2016. október 28-i dátummal a Wayback Machine-ben
- 1938 Ady Endre a Tátrában... Ismeretlen fejezetek a poéta életéből. Magyar Hírlap (1938. február 6.)
- 1941 Emlékek földjén. Nyitra. (regék)
- 1941 A regélő Nyitra mentén. Pozsony. (regék)
- 1942 Szerelemfa a csitári hegyek alatt. Pozsony. (tanulmányok)
- 1950 O urbárskych majetkoch. Právny obzor 33/1
- 1951 Socialistické právnické osoby a nové exekučné konanie. Právny obzor 34/1
- 1957 A Szuezi-csatorna magyar tervezője. A Hét 2/3, 12 (1957. január 20.)
- 1961 Gondolatok a Palackposta felett. Új Ifjúság 10/13 (március 28.)
- 1970 Zabudnutí umelci. Hudobný život II/17, 5, 7 (szeptember 11.)
- 1982 A Zobor alatt Kodály nyomában. Irodalmi Szemle 1982/10
- 1999 Nyitra menti mondák, regék. Miskolc